# Камполонго Таполяно
Камполо̀нго Таполя̀но (на италиански: Campolongo Tapogliano; на фриулски: Cjamplunc Tapoian, Чамплунк Тапоян) е община в Северна Италия, провинция Удине, автономен регион Фриули-Венеция Джулия. Разположена е на 16 m надморска височина. Населението на общината е 1215 души (към 2010 г.).
Общината е създадена в 1 януари 2009 г. Тя се състои от двете предшествуващи общини Камполонго ал Торе и Таполяно, които сега са най-важните центрове на общината. Административен център на общината е село Камполонго ал Торе (Campolongo al Torre).